# Casa Presno (Puebla)

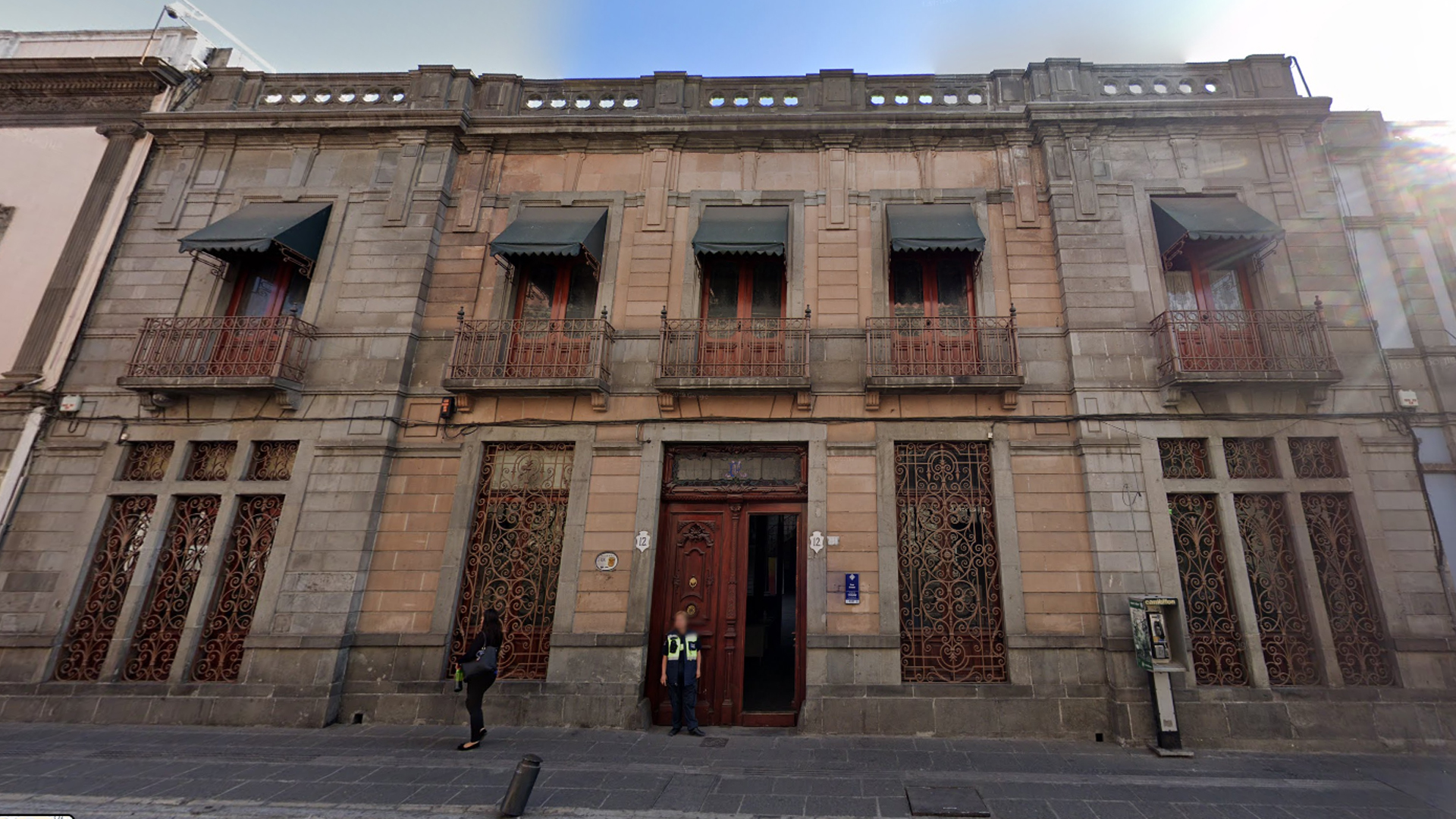
Fotografía

Casa Presno es de uno de los tres inmuebles que alberga el Instituto de Ciencias Sociales y Humanidades “Alfonso Vélez Pliego” (ICSyH) de la Benemérita Universidad Autónoma de Puebla. Se encuentra ubicada en el Centro histórico de Puebla
Esta casa es emblemática debido a que guarda diversas historias que sucedieron en la ciudad de Puebla a lo largo del siglo XIX. En el libro "Casa presno : historia y rehabilitación de una residencia" se narra brevemente la construcción de este inmueble. Debido a su resaltante arquitectura e historia se ha convertido en foco de gran interés turístico.

## Historia
El predio donde se edificó esta casa perteneció a "Martín de Mafra Vargas" regidor e hijo de "Gonzalo Díaz de Vargas"(conquistador) y "Bernardina Medrano"
Para el siglo XIX pasó a ser propiedad de la familia Acho, quienes fueron los propietarios durante 4 generaciones continuas, posterior a ello fue vendida a "Antonio Couttolenc" quien tiempo después la cedió a "Marcelino G. Presno", a cambio de la Casa “de Rosete”. (ubicada en 5ª calle de Benito Juárez, actualmente calle 11 Norte)
En 1928, el Banco Nacional de México se apodero de la casa para cobrar el adeudo de la esposa de Marcelino G. Presno. y comprada posteriormente por a María Sánchez viuda de Fuente.
En el año de 1960, se traspaso a la Inmobiliaria Santa María quien la cede a Carlos González Chavarría, 23 años más tarde (1983) Carlos González dona la propiedad a la Benemérita Universidad Autónoma de Puebla (BUAP), quien la mantiene como un anexo a sus instalaciones

## Arquitectura
En el texto EL MODERNISMO EN PUEBLA se hablan de diversas características arquitectónicas de la época del porfiriato, en el caso de Casa Presno, esta tiene una fusión de estilos neoclásico y romántico, siendo de arquitectura francesa.
"A finales del siglo XIX se substituyó el programa arquitectónico en su totalidad adquiriendo características de estilo afrancesado". tal como lo menciona Edificios emblemáticos del patrimonio histórico universitario 
Las escaleras y el vitral emplomado en el cubo de las escaleras destacan, ya que estos elementos, en especial el vitral fue un elemento arquitectónico popular en el periodo del porfiriato. 
Por otra parte también resaltan los muros de la planta alta y los marcos de las puertas ya que poseen acabados de yeso pintados,los materiales de madera y mármol se visualizan en todo la casa. Al interior se puede observar artículos como: Lámparas isabelinas Pinturas vegetales (originales de la época) Vitrales franceses,Herrería en barandales, escaleras y ventanas
En el primer patio hay una escalera imperial invertida que posee gran riqueza estética, labrada en mármol con barandal de hierro forjado con el uso emblemático de la flor de lis, pasamanos de madera, medallones y tableros compuestos por hojas de acanto que la adornan por abajo. De igual forma la cúpula con vitrales que cubren el cubo de la escalera
"Contrasta la austeridad y aún más frialdad de la fachada con la variopinta ornamentación de sus interiores, que todavía hacen eco del lujo que tendría la casa en los tiempos en que era habitada. Para su cons trucción don Antonio Couttolenc recurrió a los mejo res artesanos de la ciudad; el corte estereotómico de la piedra, las vidrierías, cristales, el trabajo de la ma dera, los relieves, estucos, cielos rasos y la decoración de los muros de todas las habitaciones, reclamaron un ejército de hábiles maestros. El salón de música cuenta con medallones Art Nouveau". tal como lo menciona Edificios emblemáticos del patrimonio histórico universitario

## Actualidad
Actualmente forma parte de los recorridos del Patrimonio Arquitectónico que ofrece la BUAP. y alberga al Instituto de Ciencias Sociales y Humanidades "Alfonso Vélez Pliego".